# Fermentelos
Fermentelos ist eine von 20 Gemeinden (freguesias) des portugiesischen Kreises Águeda. In der Gemeinde Fermentelos, die 1928 in den Stand einer Kleinstadt (vila) erhoben wurde, leben 3028 Einwohner (Stand 19. April 2021) auf einer Fläche von 8,6 km².